# Charles Biro
Charles Biro (né le 12 mai 1911 à New York et mort le 4 mars 1972) est un auteur de bande dessinée américain, créateur du premier super-héros nommé Daredevil (en) en 1940 et d'Airboy (en) en 1942. S'il a cessé de les dessiner dès 1943, il a écrit les histoires des Daredevil jusqu'à la disparition du titre en 1956. Biro, qui a travaillé durant plusieurs années avec Bob Wood sur le comics Crime Does Not Pay publié par Lev Gleason Publications, est également l'un des auteurs ayant contribué à rendre populaire les crime comics.

## Prix et récompenses
- 2002 : Temple de la renommée Will Eisner